# Jana Olegowna Lukonina
Jana Olegowna Lukonina (russisch Яна Олеговна Луконина; * 26. September 1993 in Rjasan, Zentralrussland) ist eine ehemalige russische Rhythmische Sportgymnastin.

## Karriere
Lukonina war von 2006 bis 2011 Mitglied des russischen Teams. 2008 wurde sie mit der russischen Mannschaft Junioren-Europameisterin in Turin.
Bei den Weltmeisterschaften 2010 in Moskau gewann sie die Goldmedaille im Mannschaftsmehrkampf zusammen mit Jewgenija Kanajewa, Darja Kondakowa und Darja Dmitrijewa.
2011 beendete Lukonina aufgrund einer Verletzung ihre sportliche Karriere und arbeitet seitdem als Trainerin im Club I.S.C.A.